# Pierre Sinibaldi
Pierre Sinibaldi (ur. 29 lutego 1924 w Montegrosso, zm. 24 stycznia 2012 w Tulonie) – francuski piłkarz, reprezentant kraju grający na pozycji napastnika, po zakończeniu kariery trener piłkarski. 

## Kariera klubowa
Urodził się w Montegrosso. Przygodę z futbolem rozpoczął w zespole Troyes, skąd w 1944 trafił do Stade de Reims. W barwach tej drużyny dwukrotnie został mistrzem Première Division (2) w sezonach 1948/1949 i 1952/1953. Dołożył do tego Puchar Francji w sezonie 1949/1950 oraz Superpuchar Francji w 1949. 
Został także królem strzelców Première Division w sezonie 1946/1947 (33 bramki). Łącznie przez 9 lat gry w tym zespole rozegrał 188 spotkań, w tych zdobył 115 bramek. W latach 1953–1955 zaliczył krótkie epizody w Nantes i Olympique Lyon. W 1955 został piłkarzem drugoligowego Perpignan, w którym od 1956 pełnił funkcję grającego trenera. W 1959 zakończył współpracę z tym klubem, po czym skupił się tylko na pracy trenera. 
| Sezon   | Klub           | Kraj    | Rozgrywki         | Mecze | Bramki |
| ------- | -------------- | ------- | ----------------- | ----- | ------ |
| 1942/43 | Troyes         | Francja |                   |       |        |
| 1943/44 | Troyes         | Francja |                   |       |        |
| 1944/45 | Stade de Reims | Francja | Première Division |       |        |
| 1945/46 | Stade de Reims | Francja | Première Division | 32    | 26     |
| 1946/47 | Stade de Reims | Francja | Première Division | 37    | 33     |
| 1947/48 | Stade de Reims | Francja | Première Division | 31    | 25     |
| 1948/49 | Stade de Reims | Francja | Première Division | 26    | 8      |
| 1949/50 | Stade de Reims | Francja | Première Division | 21    | 9      |
| 1950/51 | Stade de Reims | Francja | Première Division | 15    | 2      |
| 1951/52 | Stade de Reims | Francja | Première Division | 2     | 1      |
| 1952/53 | Stade de Reims | Francja | Première Division | 24    | 11     |
| 1953/54 | FC Nantes      | Francja | Division 2        | 27    | 7      |
| 1954/55 | Olympique Lyon | Francja | Première Division | 1     | 0      |
| 1954/55 | Perpignan      | Francja | Division 2        | 17    | 5      |
| 1955/56 | Perpignan      | Francja | Division 2        | 21    | 4      |
| 1956/57 | Perpignan      | Francja | Division 2        | 21    | 1      |
| 1957/58 | Perpignan      | Francja | Division 2        | 12    | 1      |
| 1958/59 | Perpignan      | Francja | Division 2        | 5     | 2      |

## Kariera reprezentacyjna
Sinibaldi zanotował dwa występy w reprezentacji Francji w latach 1946–1948.
| Mecze i gole w reprezentacji | Mecze i gole w reprezentacji | Mecze i gole w reprezentacji | Mecze i gole w reprezentacji | Mecze i gole w reprezentacji | Mecze i gole w reprezentacji | Mecze i gole w reprezentacji |
| #                            | Data                         | Miasto                       | Przeciwnik                   | Gol                          | Wynik                        | Rozgrywki                    |
| ---------------------------- | ---------------------------- | ---------------------------- | ---------------------------- | ---------------------------- | ---------------------------- | ---------------------------- |
| 1.                           | 19.05.1946                   | Colombes                     | Anglia                       |                              | 2:1                          | towarzyski                   |
| 2.                           | 17.10.1948                   | Colombes                     | Belgia                       |                              | 3:3                          | towarzyski                   |

## Kariera trenerska
Pracę trenera Sinibaldi rozpoczął w 1956 w Perpignan, gdzie pełnił rolę grającego trenera. W 1959 został selekcjonerem reprezentacji Luksemburga, jednak pracował tam tylko przez rok. Następnie objął funkcję trenera belgijskiego RSC Anderlecht. Przez 6 lat pracy w tym zespole czterokrotnie zdobył mistrzostwo Belgii w sezonach 1961/62, 1963/64, 1964/65 oraz 1965/66. Do tego dołożył również Puchar Belgii w sezonie 1964/65. W 1966 powrócił do Francji, gdzie rozpoczął pracę w AS Monaco. Po dwóch latach pracy dla zespołu z księstwa Monako, w 1969 po raz drugi został trenerem Anderlechtu. Nie zdobył w tym czasie mistrzostwa ani pucharu kraju, poprowadził drużynę do finału Pucharu Miast Targowych w sezonie 1969/70. W 1971 rozpoczął pracę w Hiszpanii. Przez cztery lata trenował UD Las Palmas, natomiast w sezonie 1975/76 pracował w Sportingu Gijón. Czwartoligowe ÉS La Ciotat (1977–1978) oraz drugoligowe Sporting Toulon Var (1979–1980) to ostatnie zespoły, które Sinibaldi prowadził w swojej pracy trenerskiej. 

## Sukcesy

### Zawodnik
Stade Reims
- Mistrzostwo Première Division (2) : 1948/1949, 1952/1953
- Puchar Francji (1) : 1949/1950
- Superpuchar Francji (1) : 1949
- Król strzelców Première Division (1) : 1946/1947 (33 bramki)

### Trener
RSC Anderlecht
- mistrzostwo Belgii (4): 1961/1962, 1963/1964, 1964/1965, 1965/1966
- Puchar Belgii (1) : 1964/1965
- finalista Pucharu Miast Targowych (1): 1969/1970
- finalista Pucharu Belgii (1) : 1965/1966